# Даугавпілс
Да́угавпілс (латис. Daugavpils, пол. Dyneburg, біл. Дзьвінск) — місто в Латвії у історико-культурній області Латгалія. Друге за величиною та значенням місто Латвії після столиці Риги. Адміністративний центр Аугшдаугавського краю, до складу якого, проте, не входить, бо є містом республіканського значення. Після розпаду СРСР є одним із центрів русофільства в Латвії, більшість населення міста є російськомовними.

## Назва
- Первісна назва міста — Дюнабург (нім. Dünaburg, «Дюнський замок»); вживалася в 1257—1656 і 1667—1893 роках у часи німецького, польського і російського панування. У 1656—1667 роках місто тимчасово перебувало під владою Московського царства й називалося Борисоглі́бськ (рос. Борисоглебск), на честь перших руських святих Бориса та Гліба. 1893 року російська імперська влада перейменувала Дюнабург на Двінськ (рос. Двинск). 1920 року, після здобуття Латвією незалежності, назву міста змінили на латиську — Даугавпілс («Даугавський замок»;  вимова). Під час радянської окупації 1940—1990 рр. нова латвійська назва була залишена.
- В інших мовах місто називається по-різному — Даугпільс (латг. Daugpiļs), Даугпіліс (лит. Daugpilis), Дененбург (їд. דענענבורג), Динебург (пол. Dyneburg), Джьвінув (пол. Dźwinów), Дзвінськ (біл. Дзвінск), Вайнанлінна (фін. Väinänlinna), Вайналінн (ест. Väinalinn) тощо.

## Географія
Розташоване на південному сході країни, на річці Західна Двіна (Даугава), за 25 км від литовського й 33 км від білоруського кордону.

## Історія
- 1275 року німецькі лицарі з Лівонського ордену заснували замок Дюнабург за 20 км від сучасного Даугавпілса, на березі річки Дюна (Західна Двіна, Даугава).
- 1559 року Лівонський орден передав замок Дюнабург до Великого князівства Литовського як заставу, аби отримати допомогу в Лівонській війні проти Московії.
- 1561 року, за умовами Віленської унії, Дюнабург увійшов до складу Лівонського герцогства у складі Польсько-Литовської держави.
- 1577 року, в ході Лівонської війни, війська московського царя Івана Грозного захопили й зруйнували замок Дюнабург.
- 1582 року в Дюнабурзі отримав Магдебурзьке право.
- 1620 року Дюнабург став центром Інфлянтського воєводства Речі Посполитої.
- 1656 року в ході московсько-польської війни війська московського царя Олексія Михайловича захопили Дюнабург і перейменували на Борисоглібськ.
- 1667 року, за умовами Андрусівського миру, Московія повернула Речі Посполитій місто, якому повернули назву Дюнабург.
- 1795 року Дюнабург увійшов до складу Російської імперії.
- 1893 року, в ході політики русифікації, місто перейменовано на Двінськ.
- 1920 року, внаслідок виборення Латвією незалежності, Двінськ отримав латвійську назву Даугавпілс.
- 1940 року, під час Другої світової війни, СРСР зайняв Даугавпілс, так само як і всю територію Латвійської республіки.
- 1941 року, в ході німецько-радянської війни, Німеччина окупувала Даугавпілс, встановивши власний режим.
- 1944 року СРСР знову захопив Даугавпілс. Під час Холодної війни за 12 км на північний схід від міста споруджена радянська авіабаза.
- 1991 року, внаслідок розвалу СРСР, Даугавпілс увійшов до складу незалежної Латвії.

## Населення

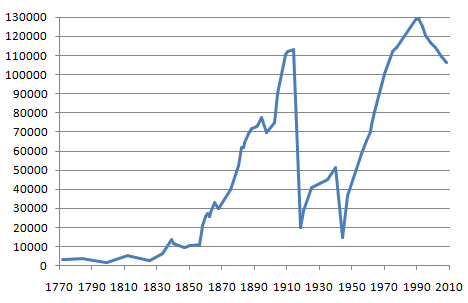
Населення міста в 1772—2008 роках.

Національний склад за переписом населення Латвії 2011 року:
| Національність | К-сть осіб | %        |
| -------------- | ---------- | -------- |
| Латиші         | 18 447     | 19,8 %   |
| Росіяни        | 50 013     | 53,6 %   |
| Поляки         | 13 278     | 14,2 %   |
| Білоруси       | 6674       | 7,2 %    |
| Українці       | 1795       | 1,9 %    |
| Литовці        | 891        | 1,0 %    |
| Інші           | 2214       | 2,3 %    |
| Загалом        | 93312      | 100,00 % |

2012 року 85 % населення міста підтримало пропозицію на латвійському референдумі про надання російській мові в Латвії статусу другої державної.

## Транспорт
У місті Даугавпілс розташований один з найбільших залізничних вузлів Латвії зі станцією Даугавпілс.
Громадський транспорт представлений автобусами та трамваями (діють три трамвайних маршрути).

## Культура

### Освіта
- Даугавпілський університет

### Пам'ятки
- Церква Мартіна Лютера
- Церква Непорочного зачаття Діви Марії
- Даугавпілська фортеця
- Даугавпілський краєзнавчий і художній музей

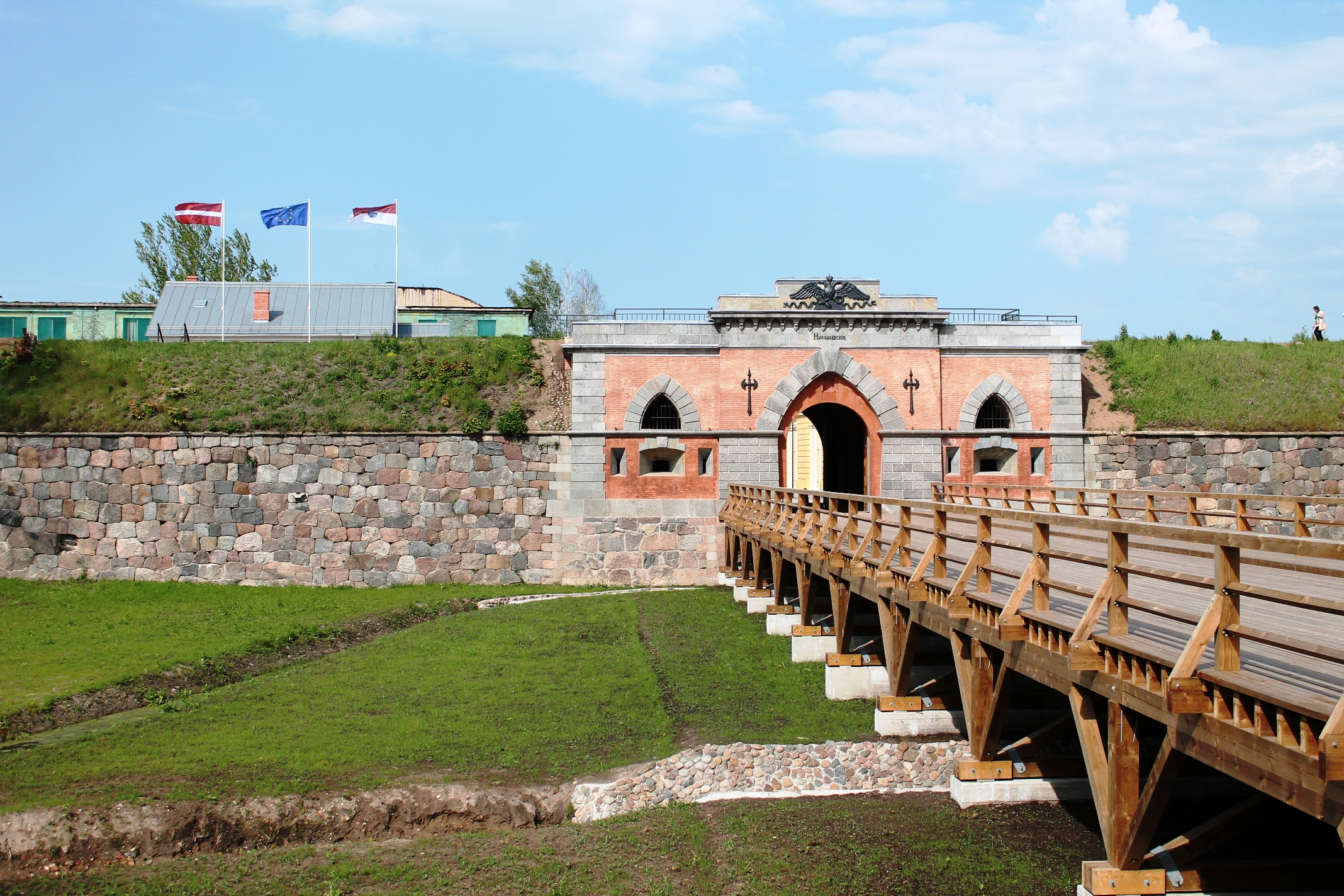
Даугавпілська фортеця
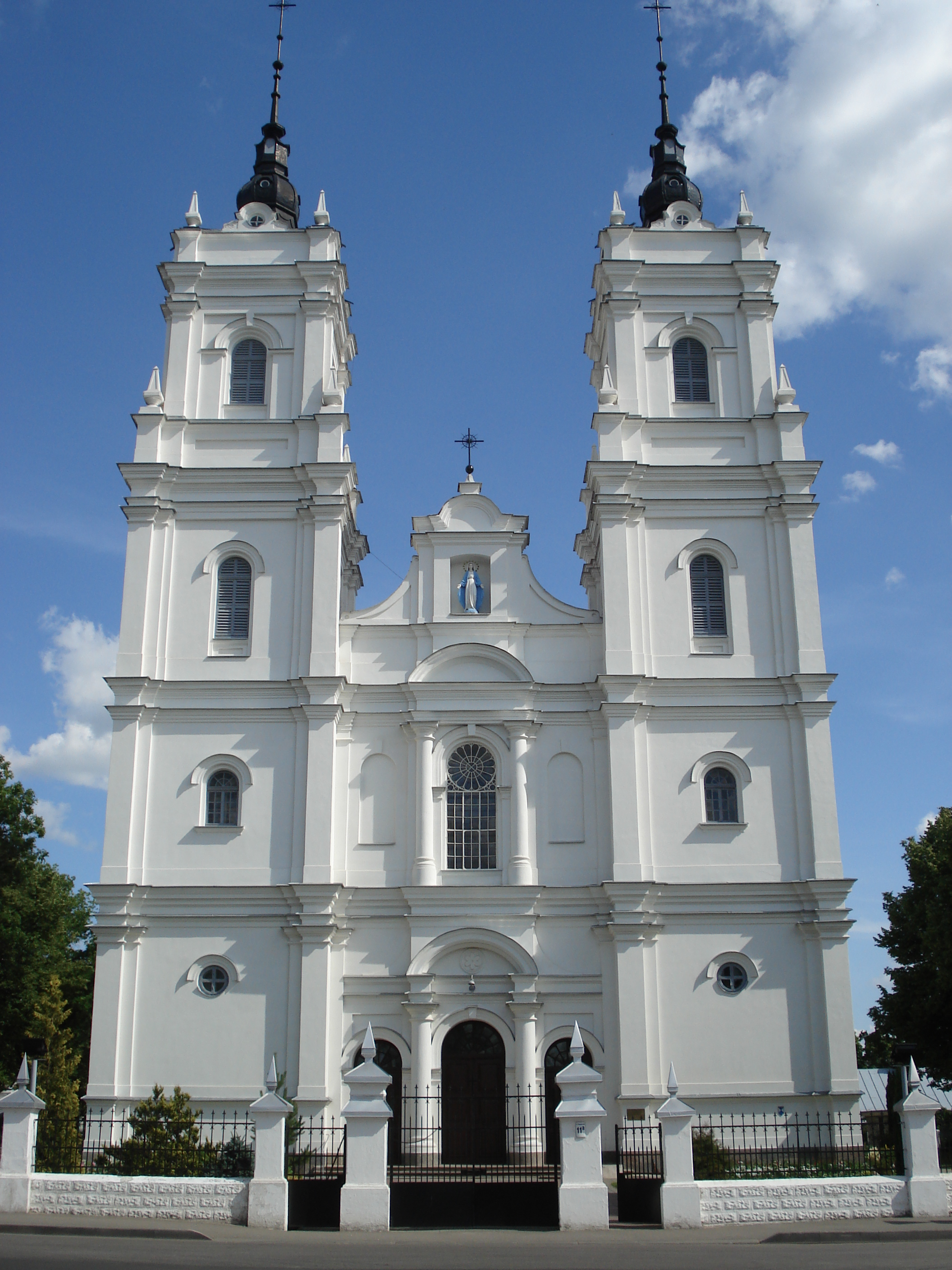
Церква Непорочного зачаття Діви Марії
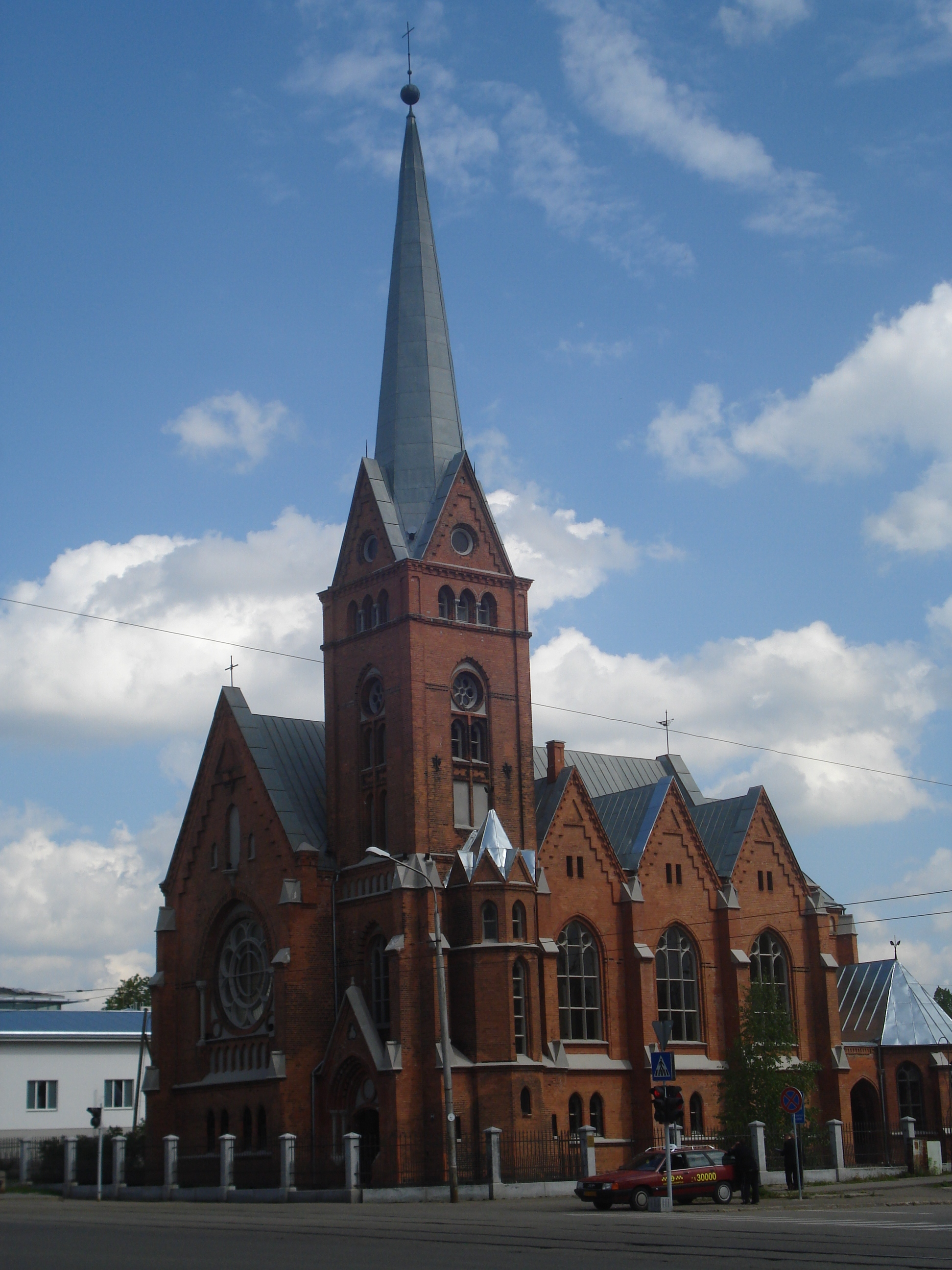
Церква Мартіна Лютера
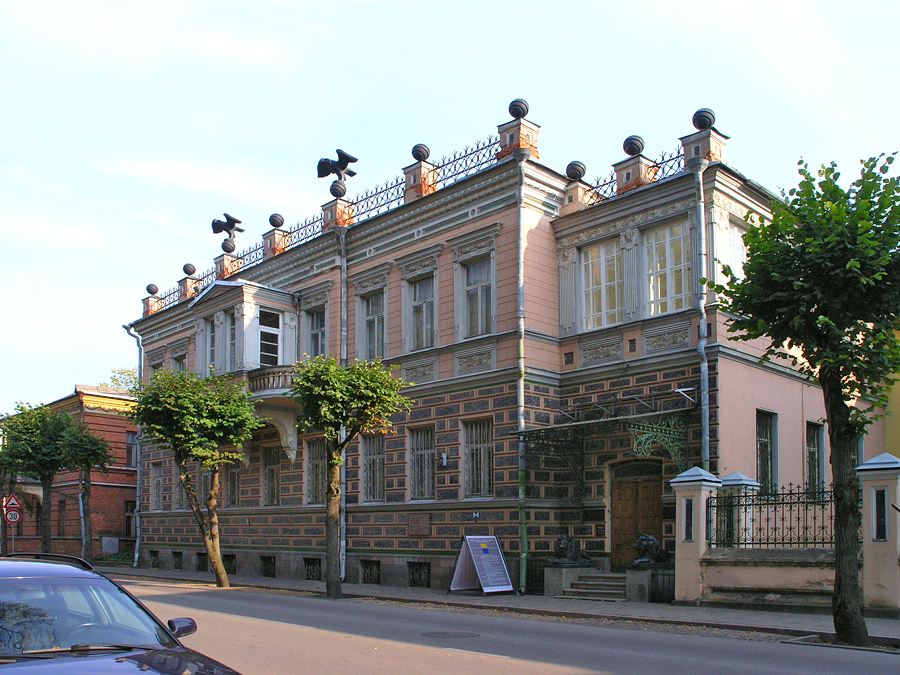
Музей
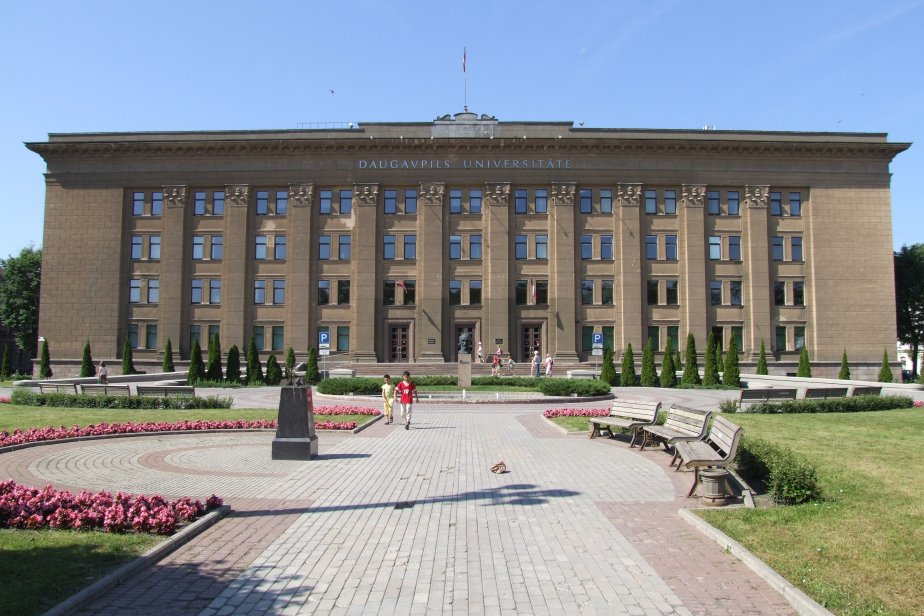
Даугавпілський університет

## Уродженці
- Новицький Віктор Ізмайлович (1884—1938) — член Української Центральної Ради
- Міхоелс Соломон Михайлович (1890—1948) — радянський театральний актор і режисер, педагог, громадський і політичний діяч
- Рашевська Наталія Сергіївна (1893—1962) — російська, радянська актриса театру і кіно, режисер, сценарист, театральний педагог
- Ольгертс Остенбергс (1925—2012) — радянський і латвійський архітектор.
- Янпавліс Вітольд Гнатович (1930—2020) — радянський український кіноактор та режисер латвійського походження.